# گرین میدوز (اوهایو)
گرین میدوز (به انگلیسی: Green Meadows) یک منطقهٔ مسکونی در ایالات متحده آمریکا است که در شهرستان کلارک، اوهایو واقع شده‌است. گرین میدوز ۲٫۰۷ کیلومتر مربع مساحت و ۲٬۳۲۷ نفر جمعیت دارد و ۲۷۲ متر بالاتر از سطح دریا واقع شده‌است.